# Малое Чеменево
Ма́лое Чеме́нево (чув. Кӗҫӗн Чемен) — деревня в Батыревском районе Чувашской Республики. Входит в состав Сигачинского сельского поселения.

## География
Находится в юго-восточной части Чувашии на расстоянии приблизительно 19 км на запад-юго-запад по прямой от районного центра села Батырево.

## История
Известна с 1721 года, когда здесь было отмечено 15 жителей мужского пола. В 1748 году учтено 7 дворов и 40 мужчин, в 1795 9 дворов и 57 жителей, в 1869 году 120 жителей, в 1897 году 28 дворов и 168 жителей, в 1926 37 дворов и 183 жителя, в 1939 году — 211 жителей, в 1979 году − 272. В 2002 году 55 дворов, в 2010 — 47 домохозяйств. В годы коллективизации образован колхоз «Заря», в 2010 году работал СХПК «Мир».

## Население
Население составляло 164 человека (чуваши 99 %) в 2002 году, 153 в 2010.